# AFRINIC

AFRINIC(African Network Information Centre, 아프리카 네트워크 정보 센터)는 아프리카 지역 인터넷 레지스트리(RIR)이다. 본사는 모리셔스의 에베네(Ebene)에 있다.
AFRINIC이 설립되기 전에는 아프리카용 IP 주소(IPv6 및 IPv4)가 APNIC(아태지역 네트워크 정보센터), ARIN(미국 인터넷 번호 등록 협회) 및 RIPE NCC에서 배포되었다. ICANN은 2004년 10월 11일에 AFRINIC을 잠정적으로 인정했다. 등록소는 2005년 2월 22일에 운영되기 시작했다. ICANN은 2005년 4월에 이를 최종 승인했다.

## 같이 보기
- 인터넷 거버넌스 포럼
- 대륙별 인터넷 레지스트리
- 정보 사회 세계 정상회의